# Wartha Vince
Wartha Vince (Fiume, 1844. július 17. – Budapest, Kőbánya, 1914. július 20.) kémikus, borász, műegyetemi tanár, rektor, a Magyar Tudományos Akadémia tagja. 1899-től 1909-ig a Királyi Magyar Természettudományi Társulat elnöke.

## Életpályája
Wartha Vince és Rossi Jozefa fiaként született. Tanulmányait a budai politechnikumban kezdte, majd Zürichben és Heidelbergben tanult. 1863-tól tanított a budai műegyetemen, amelynek rektora volt 1896-tól 1898-ig, majd 1907-től 1910-ig. 1873-ban a Magyar Tudományos Akadémia levelező tagjává, majd 1891-ben rendes tagjává választották. 1908 és 1910 között ő volt az MTA másodelnöke. Azon fáradozott, hogy az MTA érdeklődését és támogatását a műszaki tudományok számára megnyerje. 1912-ben ment nyugdíjba. Második felesége az első magyar orvosnő, Hugonnai Vilma volt. Nagyszámú tudománynépszerűsítő írása főként annak a Természettudományi Társulatnak a kiadványaiban jelent meg, amelynek 1899 és 1910 között az elnöke volt.

## Munkássága

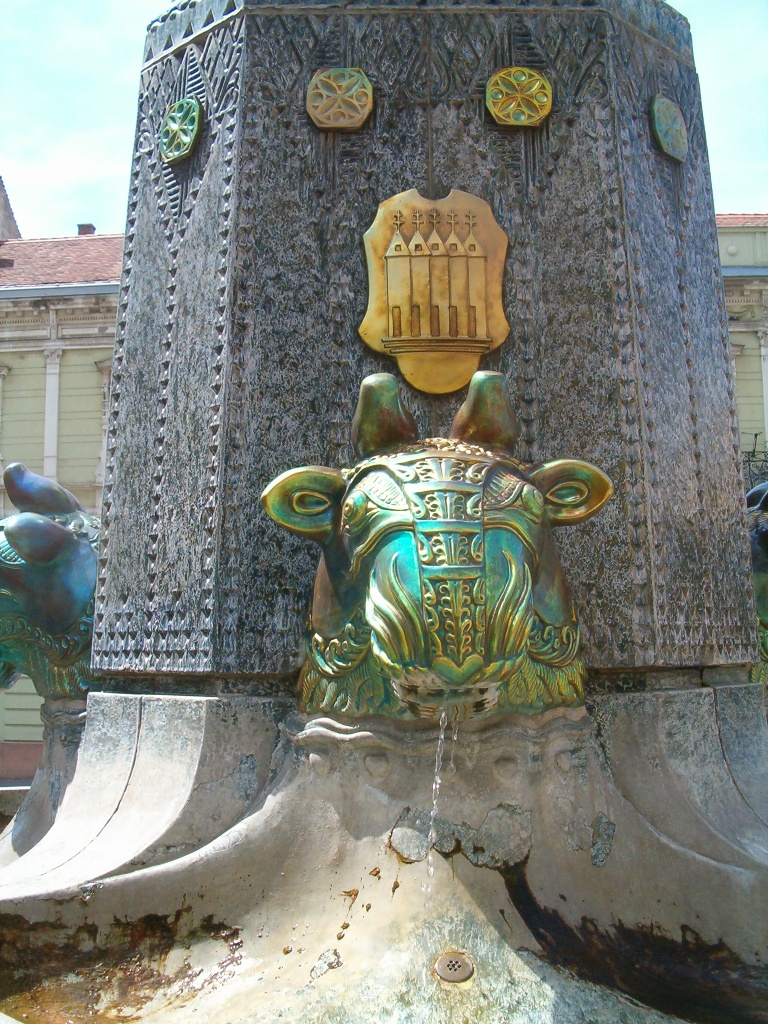
A pécsi eozinmázas kút. Wartha Vince legjelentősebb felfedezése az eozinmáz

Számos területen alkotott maradandót. A hazai szeneket elemezte, elsőnek határozta meg a gázgyártásban hasznosítható szénfajtákat. Ipari- és ivóvízelemzéssel is foglalkozott; vízvizsgálati módszere ma is használatos. Nagy érdemeket szerzett a borászati kémia népszerűsítésében. A mikor a filoxéra hazánk hagyományos szőlőtermelő vidékein pusztított, Wartha kimutatta, hogy a homokos talaj is kiválóan alkalmas lehet szőlőtermelésre. Hazánkban az elsők között ismerte fel a fényképezés szerepét a tudományokban. A legjelentősebb felfedezése az agyagiparban a gubbiói fémlüszter-máz (más néven bíborlüszter) évszázadokon át keresett gyártási titkának megfejtése. Ezzel az általa eozinnak elnevezett mázzal a pécsi Zsolnay porcelángyárat tette nagy hírűvé. 1904-ben megszakadt a jó kapcsolata a Zsolnayakkal, amikor állami megbízásból újjászervezte Zsolnay vetélytársát, a herendi porcelángyárat. Mint a kerámiai ipar nagy hírű szakértője, tevékenyen vett részt a faenzai Museo Internazionale delle Ceramiche alapításában. Eötvös Loránd után 1899–1902 között a Magyar Turista Egyesület elnöke.

## Emlékezete

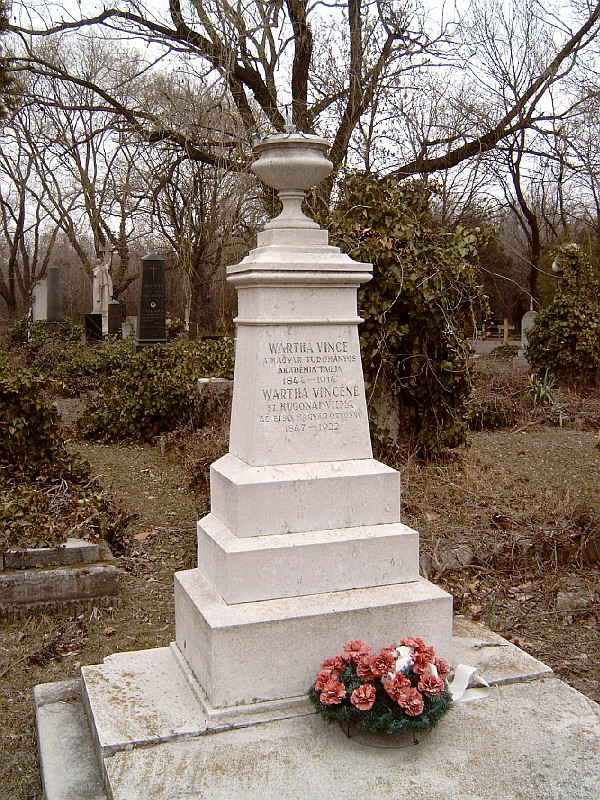
Wartha Wince és Hugonnai Vilma sírja a Kerepesi temetőben

- A Magyar Kémikusok Egyesülete évenként kiosztott Wartha Vince-emlékérmet alapított 1955-ben.
- Veszprémben utcát neveztek el róla, ahol az 1. szám alatt (a Pannon Egyetem bejáratánál) egy domborműves emléktáblát is avattak tiszteletére.

## Főbb művei
- A silikátok formulázásáról (Bp., 1870) REAL-EOD;
- Hőmennyiség-mérések (Bp., 1878, Schuller Alajossal) REAL-EOD;
- A technikai vízvizsgálat… (Bp., 1879);
- Belföldi kőszénfajok vizsgálata… (Bp., 1879);
- A magyar borról (Bp., 1880); Az agyagipar technológiája (Bp., 1892);
- Chemiai technológia (Wartha Vince előadásai nyomán összeállította Pfeiffer Ignác, I., Bp., 1900);
- A régiek bíbora és az indigó (Bp., 1901);
- Az agyagművesség (I – II.; Bp., 1905);
- A levegő meghódítása kémiai célokra (Bp., 1911).

## Kapcsolódó szócikk
- Magyar akadémikusok listája